# 玉川砂記子
玉川 砂記子（たまがわ さきこ、1962年1月20日 - ）は、日本の声優、女優、歌手、ナレーター。東京都出身。シグマ・セブン所属。
玉川 紗己子（読み同じ）名義で活動していたことがある。夫は声優の池田秀一。玉川姓は旧姓。

## 経歴
劇団こまどり、東京俳優生活協同組合を経て、シグマ・セブンに所属。
人前に出るのが好きではなかったが、写真を撮られる時に相撲の四股を踏んで見せたりする子供だったという。小学校に入学する少し前のこと、両親が「この子は、芸能が向いてるのでは」と思い、児童劇団に入れたという。
最初の仕事は、小学1年生の時に週刊テレビ情報誌『NHK』の表紙モデルである。当時は身体調査の場面という設定であり、糸毛のパンツに上半身裸という姿だったという。劇団こまどり出身で、子役としてNHKのラジオドラマや大河ドラマ、『少年ドラマシリーズ』の「その町を消せ!」等のテレビドラマに出演していた。歌手業でも多くの歌を吹き込み、「誕生日のチャチャチャ」は1971年に、「マヌエロ」は1972年に『みんなのうた』で使用された。特にテレビアニメ『ムーミン』の主題歌「ムーミンのテーマ」のカバー版を玉川さきこ名義で歌って、1970年の第12回日本レコード大賞童謡賞を受賞した。
声優デビュー作は、1970年よりフジテレビで放送されたアメリカドラマ『ゆかいなブレディ家』の次女ヤンシー。中学校が顔出しでの芸能活動が禁止だったことから、以後は声優としての活動が中心となっていく。1981年の『フーセンのドラ太郎』でアニメ初レギュラーとなる。大学在学中から1991年頃まで千葉繁が主宰していた劇団バーストマンに所属し、舞台活動を行い、別劇団に客演もしていた。1986年に発売されたOVA『Call Me トゥナイト』の夏見ルミ役で初主演を果たす。
1988年頃に実印を作ったとき、はんこ屋の助言で芸名を本名の玉川砂記子から玉川紗己子に変更する。2010年1月より玉川砂記子に芸名を戻す。
1994年にOVA第1作が発売された『逮捕しちゃうぞ』（辻本夏実役）はその後、1996年、2001年、2007年の3度にわたるテレビアニメ化、1999年の劇場版公開など長きにわたって商品展開が行われ、玉川にとって代表作品の一つとなっていった。

## 人物
斯波重治からは幅広い役柄をこなせる声優と評される。アニメ『攻殻機動隊 STAND ALONE COMPLEX』では複数存在するタチコマの個体化が進み、喋り方にばらつきが出た後も、すべての声を演じ分けている。『グレムリン』（ケイト役）などの洋画吹替や、報道番組などのナレーションも行っている。
吹き替えでは1980年代に、テータム・オニール、ダイアン・レイン、ソフィー・マルソーなどを担当し、美少女役を得意としていた。
森久保祥太郎が24 - 5歳ぐらいで『魔術士オーフェン』で主役を演じていた時、玉川と途中で合流し共演することになったという。しかし玉川は森久保に対し「あのさ芝居つまんないね」とダメ出しをし、森久保が「えっ？」と思い聞き直したところ、「NG出さないように芝居してない？NGが出ないのは、いいことじゃないんだよ。」「みんなを主役として引っ張っていかなきゃいけないんだから、今からそんな芝居してちゃダメ。」「もっと尖った芝居をすれば、ディレクターがもうちょい右、もうちょい左って演出してくれるんだから。」「今はまあいっか、でOKもらってるだけだよ」と言ったという。森久保は当時、アニメのラジオ番組が開始し、雑誌のグラビアにも掲載され、「先輩たちがやってきたことを俺もやれるようになった」と思い始めていたため、「いい時にきゅと締めていただけた」とに振り返っており、玉川から指摘を受けたその後は「NGを出さないから良い芝居ができた」とは思うことなく、玉川の言葉を肝に銘じるようになったという。

## 出演
太字はメインキャラクター。

### テレビアニメ
1973年
- 冒険コロボックル

1980年
- 鉄腕アトム (アニメ第2作)（光子）

1981年
- フーセンのドラ太郎（春子）

1982年
- 南の虹のルーシー（クララ）
- 銀河旋風ブライガー（ステラ）

1983年
- さすがの猿飛（千秋〈2代目〉）
- プラレス3四郎（浅野真紀）
- レディジョージィ（エリーズ）

1984年
- うる星やつら（イヴ、栗子）※「玉川砂記子」名義
- 星銃士ビスマルク（1984年 - 1985年、イベット、フローラ）※「玉川砂記子」名義
- らんぽう（小泉奈保子）
- ルパン三世 PARTIII

1985年
- 名探偵ホームズ（エリザベス）

1986年
- あんみつ姫（幸助）

1987年
- グリム名作劇場（1987年 - 1988年、白雪姫）
- 陽あたり良好!（高木みち子）
- めぞん一刻 ※「玉川砂記子」名義

1988年
- エスパー魔美（1988年 - 1989年、奈津子、幸司の母）
- F-エフ（小森純子）
- 美味しんぼ（周梅美）
- シティーハンター（デナイ）※「玉川砂記子」名義
- ホワッツマイケル（志乃）

1989年
- 昆虫物語 みなしごハッチ（1989年 - 1990年、ホコ、リル）
- ジャングル大帝（1989年版）（ライヤ）
- 天空戦記シュラト（サティ）

1990年
- NG騎士ラムネ&40（1990年 - 1991年、ココア）
- キャッ党忍伝てやんでえ（おキヌ、腰元）
- それいけ!アンパンマン（おせんべまん、にこさん）
- 楽しいムーミン一家（1990年 - 1991年、アリサ）
- チンプイ（1990年 - 1991年、ジャラシー）
- 魔法のエンジェルスイートミント（1990年 - 1991年、ナッツ、ペポリン）

1991年
- おにいさまへ…（信夫マリ子）
- ゲンジ通信あげだま（1991年 - 1992年、九鬼麗）
- ジャンケンマン（ジャンケンママ）
- 魔法使いサリー（1989年版）（陽子）

1992年
- あしたへフリーキック（伍代香苗）
- 風の中の少女 金髪のジェニー（カンナ）
- クレヨンしんちゃん（1992年 - 、風間ママ、ウミウシ長官ビジョー 他）
- 超電動ロボ 鉄人28号FX
- 花の魔法使いマリーベル（1992年 - 1993年、レミ、ジュリア、母グマ、フローリア）

1994年
- SAMURAI SPIRITS 〜破天降魔の章〜（シャルロット）
- 覇王大系リューナイト（イエロー、ラーラ）
- ママレード・ボーイ（萩原未央）
- 美少女戦士セーラームーンS（エルザ）
- BLUE SEED（山咲桜）

1995年
- 爆れつハンター（ドーター）

1996年
- 逮捕しちゃうぞ（1996年 - 2008年、辻本夏実） - 3シリーズ + 特別編2作品
- VS騎士ラムネ&40炎（アララ・ココア）
- 美少女戦士セーラームーンセーラースターズ（火球皇女）
- 名探偵コナン（1996年 - 2023年、渡辺好美、宮野明美、竹内麻里子）

1997年
- 金田一少年の事件簿（聖正映子）

1998年
- アキハバラ電脳組（花小金井雛子、デスクロウ / 祖師谷みやま）
- EAT-MAN'98（エイミー）
- 異次元の世界エルハザード（ギルダ）
- ふしぎ魔法ファンファンファーマシィー（ポプリ）
- 魔術士オーフェン（ステファニー）

1999年
- 宇宙海賊ミトの大冒険（双房） - 2シリーズ
- THE ビッグオー（シベール・ロアン）
- 週刊ストーリーランド（1999年 - 2000年、メアリー、京子）
- それゆけ!宇宙戦艦ヤマモト・ヨーコ（メオ・ニスのルージュ）

2000年
- ゾイド -ZOIDS-（キャロル）
- だぁ!だぁ!だぁ!（2000年 - 2002年、西遠寺瞳）
- ポケットモンスター（2000年 - 2002年、ジーク）

2001年
- ゾイド新世紀スラッシュゼロ（ピアス）
- はじめの一歩（2001年 - 2009年、伊達愛子） - 2シリーズ

2002年
- あたしンち（2002年 - 2009年、戸山）
- 攻殻機動隊 STAND ALONE COMPLEX（タチコマ、トグサの妻）
- SAMURAI DEEPER KYO（招杜羅）
- 天地無用! GXP（柾木アイリ）
- 超重神グラヴィオン（先生）
- 炎の蜃気楼（門脇綾子〈柿崎晴家〉）

2003年
- アストロボーイ・鉄腕アトム（ニコル）
- カスミン（蝶子）
- 十二国記（銘心）
- 高橋留美子劇場（羽賀裕子）
- D・N・ANGEL（丹羽笑子）
- .hack//黄昏の腕輪伝説（神威）
- 人間交差点（緑川里美）
- MOUSE（博士）
- ミッドナイトホラースクール（オンプー、ワット）

2004年
- アガサ・クリスティーの名探偵ポワロとマープル（コプリング）
- かいけつゾロリ（ゾロリママ）
- 絢爛舞踏祭 ザ・マーズ・デイブレイク（アンナ・グレース）
- 攻殻機動隊 S.A.C. 2nd GIG（タチコマ、トグサの妻、ウチコマ）
- サムライチャンプルー（沙羅）
- 蒼穹のファフナー シリーズ（2004年 - 2005年、近藤彩乃） - 2シリーズ
- 火の鳥（ヒナク）

2005年
- ガンパレード・オーケストラ（村田彩華）
- 交響詩篇エウレカセブン（ダイアン）
- 創聖のアクエリオン（ソフィア・ブラン）
- まじめにふまじめ かいけつゾロリ（2005年 - 2006年、ゾロリーヌ / ゾロリママ）
- 南の島の小さな飛行機 バーディー（ホエール）

2006年
- ウィッチブレイド（西田りえ）
- 銀河鉄道物語 〜永遠への分岐点〜（アデーレ）
- 攻殻機動隊 STAND ALONE COMPLEX Solid State Society（タチコマ）
- シムーン（オナシア）
- ツバサ・クロニクル 第2シリーズ（諏訪姫〈黒鋼の母〉）
- xxxHOLiC（繭子）

2007年
- 機動戦士ガンダム00（ルイスの母）
- 地獄少女 二籠（菅野春美）
- 神霊狩/GHOST HOUND（2007年 - 2008年、古森美樹、警備ロボット）
- Devil May Cry（サラ）
- 桃華月憚（雪牙姫）

2008年
- Yes!プリキュア5GoGo!（モンブラン国王）
- カイバ（ネギ）
- ケロロ軍曹（ニセセレブ星人）

2009年
- 源氏物語千年紀 Genji（藤壺の女御）
- GA 芸術科アートデザインクラス（保健の先生）
- DARKER THAN BLACK -流星の双子-（牧宮麻子）
- 東のエデン（Juiz、ジュイス?）

2010年
- ハートキャッチプリキュア!（志久るみ）

2011年
- テレビまんが 昭和物語（山崎佳乃子）
- ドラゴンクライシス!（如月羽奈）

2012年
- 新世界より（ミノシロモドキ）

2014年
- ガンダム Gのレコンギスタ（2014年 - 2015年、マキ・ソール、フラミニア・カッレ）
- クロスアンジュ 天使と竜の輪舞（ジャスミン）
- ふうせんいぬティニー（ふうせんペリカン、ラーラのママ）

2015年
- アクエリオンロゴス（海凪蘭子）
- 少年ハリウッド -HOLLY STAGE FOR 50-（仲居）
- 新あたしンち（2015年 - 2016年、戸山）
- ワールドトリガー（2015年 - 2016年、カロン）

2016年
- 名探偵コナン エピソード“ONE” 小さくなった名探偵（宮野明美）

2017年
- 小林さんちのメイドラゴン（小林の母）
- アイカツスターズ!（風上結子）
- つうかあ（めぐみママ）

2018年
- されど罪人は竜と踊る（ツザン）

2019年
- ポプテピピック TVスペシャル 白虎ver.（ポプ子〈第13話Aパート〉）

2020年
- ブレーカーズ（タマ）
- もっと!まじめにふまじめ かいけつゾロリ（2020年 - 2022年、ゾロリママ、カバリス夫人） - 3シリーズ

2023年
- 魔法使いの嫁 SEASON2（オリヴィア / カメリア / ローズリン） - 2シリーズ

2025年
- 青の祓魔師 終夜篇（ニコちゃん）

### 劇場アニメ
1987年
- あいつとララバイ 水曜日のシンデレラ（佐藤友美）

1989年
- ドラえもん のび太の日本誕生（タラネ）

1990年
- CAROL（シアルーズの湖の精）

1991年
- らんま1/2 中国寝崑崙大決戦! 掟やぶりの激闘篇!!（ライチ）

1995年
- ドラえもん のび太の創世日記（源しず代）
- はじまりの冒険者たち レジェンド・オブ・クリスタニア（ピロテース / シェール）
- ユンカース・カム・ヒア（井上洋子）

1996年
- チョッちゃん物語（黒柳徹子）

1998年
- スプリガン（マーガレット）

1999年
- アキハバラ電脳組 2011年の夏休み（祖師谷みやま）
- クレヨンしんちゃん 爆発!温泉わくわく大決戦（風間ママ）
- 逮捕しちゃうぞ the MOVIE（辻本夏実）

2000年
- クレヨンしんちゃん 嵐を呼ぶジャングル（風間ママ）

2001年
- クレヨンしんちゃん 嵐を呼ぶ モーレツ!オトナ帝国の逆襲（風間ママ）
- 名探偵コナン 天国へのカウントダウン（宮野明美）

2002年
- 劇場版 とっとこハム太郎 ハムハムハムージャ! 幻のプリンセス（シェーラ姫）

2003年
- 映画 あたしンち（2003年 - 2010年、戸山） - 2作品

2006年
- クレヨンしんちゃん 伝説を呼ぶ 踊れ!アミーゴ!（風間ママ）

2009年
- クレヨンしんちゃん オタケベ!カスカベ野生王国（風間ママ）
- 交響詩篇エウレカセブン ポケットが虹でいっぱい（ニルヴァーシュ、ジ・エンド、A・ヤマシタ準教授）
- サマーウォーズ（陣内理香）
- 東のエデン 劇場版（2009年 - 2010年、Juiz、亜東家四姉妹） - 2作品

2011年
- Xi AVANT（タスク）
- テレビまんが 昭和物語 劇場版（山崎佳乃子）
- 鋼の錬金術師 嘆きの丘の聖なる星（ミランダ）

2012年
- 009 RE:CYBORG（001：イワン・ウイスキー）

2013年
- 映画 プリキュアオールスターズNewStage2 こころのともだち（エンエン）
- クレヨンしんちゃん バカうまっ!B級グルメサバイバル!!（風間ママ）

2014年
- 映画 プリキュアオールスターズNewStage3 永遠のともだち（エンエン）
- クレヨンしんちゃん ガチンコ!逆襲のロボとーちゃん（風間ママ）

2015年
- クレヨンしんちゃん オラの引越し物語 サボテン大襲撃（風間ママ）

2016年
- クレヨンしんちゃん 爆睡!ユメミーワールド大突撃（風間ママ）

2017年
- 映画かいけつゾロリ ZZのひみつ（ゾロリママ）

2018年
- ANEMONE/交響詩篇エウレカセブン ハイエボリューション（ガリバー）

2020年
- クレヨンしんちゃん 激突! ラクガキングダムとほぼ四人の勇者（風間ママ）

2021年
- クレヨンしんちゃん 謎メキ!花の天カス学園（風間ママ）
- Gのレコンギスタ III・IV（2021年 - 2022年、フラミニア・カッレ） - 2作品

2023年
- 名探偵コナン 黒鉄の魚影（宮野明美）

2024年
- クレヨンしんちゃん オラたちの恐竜日記（風間みね子）

### OVA
1985年
- エリア88（津雲涼子）
- GREED（ラールリップ）

1986年
- Call Me トゥナイト（夏見ルミ）

1987年
- 真魔神伝 バトルロイヤルハイスクール（高柳涼子）
- 大魔獣激闘 鋼の鬼（ルイ）
- デビルマン 誕生編
- 魔龍戦紀（村瀬詩穂）

1988年
- 機甲猟兵メロウリンク（ルルシー・ラモン）
- 竜世紀（晴美）

1989年
- おがみ松吾郎（長崎小梅）
- 銀河英雄伝説（フィーア）
- 九鬼谷温泉艶笑騒動譚 まんだら屋の良太（秋川月子）

1990年
- アリーズ 神話の星座宮（デメテル / 香月ゆりえ）
- A.D.POLICE（タカギ・ヨーコ）
- THE八犬伝（雛衣）
- しあわせのかたち（スーシー・スー、パーポ）
- NINETEEN 19（英子）

1991年
- NG騎士ラムネ&40（1991年 - 1993年、ココア、チビQ2） - 2作品
- 創竜伝（1991年 - 1993年、鳥羽茉理）
- CBキャラ 永井豪ワールド（サタン）
- みどりの守り神（深見みどり）
- ロードス島戦記（ピロテース）

1992年
- 愛物語 9 LOVE STORIES
- 紅いハヤテ（鹿沼詩織）
- 究極のSEXアドベンチャー カーマスートラ（スーリャ姫）
- 源氏（周子）
- ハンサムな彼女（萩原未央）

1993年
- アイドル防衛隊ハミングバード（取石神無）
- 流星機ガクセイバー（1993年 - 1994年、スーザン・ウォーカー）

1994年
- Compiler（白コンパイラ）
- 新・キューティーハニー（デス・スター）
- 逮捕しちゃうぞ（辻本夏実）
- 覇王大系リューナイト アデュー・レジェンド（1994年 - 1995年、マルトー）

1995年
- ウダウダやってるヒマはねェ!（伊藤カオリ）
- GOLDEN BOY さすらいのお勉強野郎（寺山麗子）
- D・N・A² 〜何処かで失くしたあいつのアイツ〜（川崎るらら）
- 覇王大系リューナイト アデュー・レジェンドII（1995年 - 1996年、ソフィー）
- BE-BOP-HIGHSCHOOL（ミチヨ）

1996年
- 元祖 爆れつハンター（ドーター）
- それゆけ!宇宙戦艦ヤマモト・ヨーコ（1996年 - 1997年、メオ・ニスのルージュ） - 2作品
- ブラック・ジャック（姫）
- 覇王大系リューナイト アデュー・レジェンド・ファイナル（マルトー）
- BLUE SEED2（山咲桜）
- 宝魔ハンターライム（ライム）
- レジェンド・オブ・クリスタニア（ピロテース / シェール）

1997年
- AIKa（メイピア・アルキメタリア）

2000年
- 天使禁猟区（ジェイド）

2003年
- 天地無用! 魎皇鬼（第三期）（柾木アイリ）

2004年
- 炎の蜃気楼〜みなぎわの反逆者〜（門脇綾子〈柿崎晴家〉）

2005年
- 僕は妹に恋をする（結城咲）

2007年
- 創星のアクエリオン（ソフィア・ブラン）

2016年
- 天地無用! 魎皇鬼（第四期）（柾木アイリ）

### Webアニメ
- クレヨンしんちゃん外伝 おもちゃウォーズ（2016年、風間くんのママ）
- 攻殻機動隊 SAC_2045（2020年 - 2022年、タチコマ[53]） - 2シリーズ
- もっと!まじめにふまじめ かいけつゾロリ ゾロリのへや（2022年、カバリス夫人）
- あたしンちNEXT（2024年、戸山）

### ゲーム
1993年
- フォーセットアムール（メリヤ・ランス、マーラ）

1994年
- ブランディッシュ（ドーラ）
- 宝魔ハンターライム スペシャルコレクション Vol.1（ライム）
- メガトンアームズ 鋼鉄の武道界（イザベラ、ルーラ）

1995年
- SPACE GRIFFON VF-9（フランシス）
- 宝魔ハンターライム スペシャルコレクション Vol.2
- 宝魔ハンターライム パーフェクトコレクション

1997年
- アザーライフ アザードリームス（ミア・ミリア）
- 銀河お嬢様伝説ユナ3 LIGHTNING ANGEL（天魔院・鈴魔）
- QUOVADIS 2〜惑星強襲オヴァン・レイ〜（エマ・オコーナー）
- G-Nome（ヴィクトリア・ターン博士）
- スタンバイSay You!（アイリン）
- DESIRE（カズミ・M・グランチェスタ）
- パワードール2（ハーディ・ニューランド）
- 宝魔ハンターライム with ペイントメーカー

1998年
- ガイナロックR（レミ如月）
- 時空探偵DD2 叛逆のアプサラル（カオリ・ラジル）

1999年
- エースコンバット3 エレクトロスフィア（マーサ・ヨーコ・イノウエ）
- パワーストーン（1999年 - 2000年） - 2作品

2000年
- ポポロクロイス物語II（メディア、ウルスラ）

2001年
- アイシア（吉永秋穂）
- EVE The Fatal Attraction（栗栖野亜美）
- 逮捕しちゃうぞ（辻本夏実）

2003年
- アヴァロンの鍵（ディアドラ）

2004年
- かいけつゾロリ めざせ!いたずらキング（ゾロリママ）
- 攻殻機動隊 STAND ALONE COMPLEX（タチコマ）

2005年
- 攻殻機動隊 STAND ALONE COMPLEX -狩人の領域-（タチコマ）
- 鋼の錬金術師3 神を継ぐ少女（ヴェルザ）

2006年
- ガンパレード・オーケストラ 白の章 〜青森ペンギン伝説〜（村田彩華）
- クレヨンしんちゃん 伝説を呼ぶ オマケの都ショックガーン!
- 新 鬼武者 DAWN OF DREAMS（みの吉）

2007年
- 名探偵コナン 追憶の幻想（及川恵）

2009年
- スーパーロボット大戦NEO（アララ・ココア）

2010年
- クレヨンしんちゃん おバカ大忍伝 すすめ!カスカベ忍者隊!
- クレヨンしんちゃん ショックガ〜ン!伝説を呼ぶオマケ大ケツ戦!!（カザマママ）
- .hack//Link（神威 / 柴山）

2011年
- クレヨンしんちゃん 宇宙DEアチョー!? 友情のおバカラテ!!
- 第2次スーパーロボット大戦Z 破界篇 / 再世篇（2011年 - 2012年、ニルヴァーシュ） - 2作品

2012年
- 鬼武者Soul（みの吉）

2013年
- スーパーロボット大戦Operation Extend（アララ・ココア）

2014年
- クレヨンしんちゃん 嵐を呼ぶ カスカベ映画スターズ!（カザマくんのママ）

2015年
- クロスアンジュ 天使と竜の輪舞tr.（ジャスミン）
- けものフレンズ（タチコマ〈type-A〉、タチコマ〈type-B〉、タチコマ〈type-C〉、ウチコマ、HAW-206）
- ポポロクロイス牧場物語（???）

2020年
- D×2 真・女神転生 リベレーション（タチコマ）

2023年
- マブラヴ：ディメンションズ（タチコマ）

### 吹き替え

#### 女優
キム・ソイ
- イ・サン（キム・ジョングム）
- 宮廷女官チャングムの誓い（ミン・グィヨル）
- トンイ（ポン尚宮）

ソフィー・マルソー
- アンナ・カレーニナ（アンナ・カレーニナ）
- 恋人たちのアパルトマン
- ブレイブハート（イザベラ）※ソフト版
- ラ・ブーム（ヴィック・ベレトン）

テータム・オニール
- インターナショナル・ベルベット
- がんばれ!ベアーズ
- ニッケル・オデオン

フィービー・ケイツ
- グレムリン（ケイト・ベリンジャー）※ソフト版・テレビ朝日版
- グレムリン2 新・種・誕・生（ケイト・ベリンジャー）※ソフト版・テレビ朝日版
- 殺したいほどアイ・ラブ・ユー（ジョーイの浮気相手）
- 再会の街/ブライトライツ・ビッグシティ（アマンダ・コンウェイ）※VHS版

ロザムンド・クワン
- スウォーズマン／女神伝説の章（イン）
- ワンス・アポン・ア・タイム・イン・チャイナ シリーズ（イー）
  - ワンス・アポン・ア・タイム・イン・チャイナ 天地黎明
  - ワンス・アポン・ア・タイム・イン・チャイナ 天地大乱
  - ワンス・アポン・ア・タイム・イン・チャイナ 天地争覇
  - ワンス・アポン・ア・タイム・イン・チャイナ V/天地撃攘

#### 映画
- アイス・キャッスル（レクシー〈リン＝ホリー・ジョンソン〉）
- アニー（ケイト）
- アマデウス（ロール〈シンシア・ニクソン〉）
- A.I.（モニカ・ウィンストン〈フランセス・オコナー〉）※TBS版
- エイリアン2（ニュート〈キャリー・ヘン〉）※テレビ朝日1989年版・テレビ朝日1993年版
- エニグマ（ヘスター・ウォレス〈ケイト・ウィンスレット〉）
- エルモと毛布の大冒険（ゾーイ〈フラン・ブリル〉）
- エルム街の悪夢4 ザ・ドリームマスター 最後の反撃（クリスティン・パーカー〈チューズデイ・ナイト〉）※テレビ東京版
- エレファント・マン（ノーラ）
- オースティン・パワーズ:デラックス（フェリシティ・シャグウェル〈ヘザー・グラハム〉）
- 男たちの挽歌（ジャッキー〈エミリー・チュウ〉）※TBS版
- オトコのキモチ（カレン〈セルマ・ブレア〉）
- カリートの道（ゲイル〈ペネロープ・アン・ミラー〉）
- キング・オブ・デストロイヤー/コナンPART2（ジェナ姫〈オリヴィア・ダボ〉）※TBS版
- グーニーズ（ステフ〈マーサ・プリンプトン〉[58]）※ソフト版
- グッバイ・モロッコ（エヴァ）
- クラス・オブ・1999（クリスティ〈トレイシー・リンド〉）※ソフト版
- クリッター2（ミーガン・モーガン）
- グレイストーク -類人猿の王者- ターザンの伝説（ジェーン・ポーター〈アンディ・マクダウェル〉）※TBS版
- ケーブルガイ（ロビン・ハリス〈レスリー・マン〉）
- 原始のマン（ロビン〈ミーガン・ウォード〉）
- コン・エアー（サリー・ビショップ刑務官〈レイチェル・ティコティン〉）※テレビ朝日版
- サイボーグ（ナディ・シモンズ）※VHS版
- サウンド・オブ・ミュージック（リーズル〈シャーミアン・カー〉）※ソフト版
- ザ・チェイス（ナタリー・ヴォス〈クリスティ・スワンソン〉）※VHS版
- サンタクロース（コーネリア）※テレビ朝日版
- ジェット・ローラー・コースター（フラン〈スーザン・ストラスバーグ〉）※ソフト版
- シザーハンズ（キム〈ウィノナ・ライダー〉）
- シビルの部屋（シビル〈アン・ザカリアス〉）※日本テレビ版
- 13日の金曜日 完結編（テリー）
- 新・13日の金曜日（ロビン）
- 13日の金曜日 PART6 ジェイソンは生きていた!（ポーラ）
- ジュリア（少女時代のリリアン）※フジテレビ版
- ジョーズ・アパートメント（リリー〈ミーガン・ウォード〉）
- シンデレラ/魔法の木の実（ドラ）
- スティーブン・キング 血の儀式（レベッカ〈フランセス・オコナー〉）
- スペースキャンプ（キャサリン〈リー・トンプソン〉）
- 精神分析医J（シルヴィ・ウォーデン〈リヴ・タイラー〉）
- 007/死ぬのは奴らだ（ソリテール〈ジェーン・シーモア〉）※TBS新録版
- ダンサー・イン・ザ・ダーク（セルマ・イェスコヴァ〈ビョーク〉）
- ダンジョン&ドラゴン（マリーナ）※ソフト版
- 地中海殺人事件（リンダ・マーシャル）
- チミノ夫人のピアノ（カレン〈アレクサ・ケニン〉）
- ディセンダント（フェアリー・ゴッドマザー〈メラニー・パクストン〉）
- ディセンダント2（フェアリー・ゴッドマザー〈メラニー・パクストン〉）
- デス・プルーフ in グラインドハウス（ダコタ医師〈マーリー・シェルトン〉）※ワンカットのみ
- 天地創造（エバ〈ウラ・ベルグリッド〉）※日本テレビ版
- トラブル・キッズ/マックス・キーブルの大逆襲（ディングマン〈アンバー・ヴァレッタ〉）
- ネバーエンディング・ストーリー（女王幼ごころの君〈タミー・ストロナッハ〉）※テレビ朝日版
- ネバーエンディング・ストーリー 第2章（女王幼ごころの君〈アレクサンドラ・ジョネス〉）※テレビ朝日版
- ネバーエンディング・ストーリー3（女王幼ごころの君〈ジュリー・コックス〉）※テレビ朝日版
- バックマン家の人々（ジュリー〈マーサ・プリンプトン〉）※VHS版
- ハムナプトラ2/黄金のピラミッド（エヴリン・オコーネル〈レイチェル・ワイズ〉）※フジテレビ版
- ハムナプトラ3 呪われた皇帝の秘宝（エヴリン・オコーネル〈マリア・ベロ〉[59]）※フジテレビ版
- パラノイア（ジャナ・マーサー〈ブリジット・バーコ〉）
- ハリーとヘンダスン一家（サラ〈マーガレット・ラン・グリック〉）※TBS版
- ハロウィン4 ブギーマン復活（レイチェル・カルザース〈エリー・コーネル〉）※VHS版
- ハロウィン5 ブギーマン逆襲（レイチェル・カルザース〈エリー・コーネル〉）※VHS版
- ヒドゥン
- ファイナル・ドラゴン（鳳凰〈ラン・イーリー〉[60]）
- ブラッド・シンプル（アビー〈フランシス・マクドーマンド〉）
- プラネット・テラー in グラインドハウス（ダコタ・マックグロウ・ブロック〈マーリー・シェルトン〉）
- フリーキー・フライデー（アナベル・アンドリュース〈ジョディ・フォスター〉）
- ブロークン・アロー（テリー〈サマンサ・マシス〉）※テレビ朝日版
- ペイチェック 消された記憶 ※テレビ朝日版
- ベオウルフ/呪われし勇者（ウィールソー〈ロビン・ライト〉）
- ベスト・キッド3/最後の挑戦（ジェシカ・アンドリュース〈ロビン・ライヴリー〉）※VHS版
- ホーカス ポーカス（アリソン〈ヴィネッサ・ショウ〉）
- ポエトリー、セックス（ジル）
- ぼくセザール10歳半 1m39cm（シャンタル〈マリア・デ・メデイロス〉）
- ポセイドン・アドベンチャー（スーザン・シェルビー〈パメラ・スー・マーティン〉）※LD版
- マッドマックス/サンダードーム（サバンナ・ニックス〈ヘレン・バディ〉）※フジテレビ版
- ミクロキッズ（エミー・ザリンスキー）※ソフト版
- 未来は今（エイミー・アーチャー〈ジェニファー・ジェイソン・リー〉）※ユニバーサル版
- 名犬ラッシー/ラッシーの“愛こそすべて”（ルーシー・ウェイド〈バーバラ・ハンター〉）
- リトル・ロマンス（ローレン〈ダイアン・レイン〉）※フジテレビ版
- ルーカスの初恋メモリー（マギー〈ケリー・グリーン〉）

#### ドラマ
- iCarly（ギビーのママ）
- アガサ・クリスティー ミス・マープル 動く指（エメ・グリフィス〈ジェシカ・ハインズ〉）
- 気分はぐるぐる（ブリタニー・フルーン〈マイア・ミッチェル〉）
- シャーロック・ホームズの冒険 犯人は二人（エヴァ・ブラックウェル）
- 修道士カドフェル 死への婚礼
- 主任警部モース ウッドストック行き最終バス（アンジー・ハートマン）
- 新スタートレック（アマンダ）
- 新・大草原の小さな家（ローラ〈メリッサ・ギルバート〉）
- セルフリッジ 英国百貨店（ローズ・セルフリッジ〈フランセス・オコナー〉[61]）
- 続・炎のエマ 華麗なる女実業家（エミリー〈スザンナ・ハミルトン〉）
- 地上最強の美女バイオニック・ジェミー
  - シーズン1 #5・6（ケイティ）
  - シーズン3 #16（オーラ王女〈ヘレン・ハント〉）
- 特攻野郎Aチーム シーズン4 #1（ローリー・モーデンテ）
- 名探偵ポアロ
- モンスターズ シーズン1 #8（リサ）
- ゆかいなブレディー家（ヤンシー・ブレディ）
- ロンサム・ダブ（ジェイニー）

#### テレビ番組
- セサミストリート（ゾーイ、プレーリー・ドーン）

#### アニメ
- アノマリサ（リサの声〈ジェニファー・ジェイソン・リー〉）
- 恐竜大行進
- スヌーピーとチャーリーブラウン（バイオレット）
- ダック・ドジャース（火星の女王）
- 天国から来たわんちゃん（アンの声〈ジュディス・バーシ〉）
- ロボコップ THE ANIMATION（アン・ルイス）

### テレビドラマ
全て「玉川砂記子」名義で出演。
- 白雪姫と七人の悪党たち（チエコ）
- NHK 少年ドラマシリーズ
  - コロッケ町のぼく[62]（金尾加奈子）
  - 巣立つ日まで[63]（柳田妙子）
  - その町を消せ![64]（白戸依）
- NHK 銀河テレビ小説
  - ぼくの姉さん（ひとみ）
  - 姉さんの子守唄（ひとみ）
  - 姉さんは腕まくり（ひとみ）
- トランペットの愛（カーチャ）

### ナレーション
- ニュースステーション（テレビ朝日）
- クイズ世界はSHOW by ショーバイ!!（日本テレビ）
- スーパーJチャンネル（テレビ朝日）
- 未来者（テレビ朝日）
- ティンティンTOWN!（日本テレビ）
- 感動ファクトリー・すぽると!「夢舞台」（2004年11月から、フジテレビ）
- 一夜限定!幻の創作レストラン 田崎亭（BS-i）
- 料理の基本（食と旅のフーディーズTV）
- 子犬たちの就職活動（ディスカバリーチャンネル）
- 小さな小さな大発明（サイエンスチャンネル）
- NNNドキュメント（日本テレビ）
  - 「自殺企図 精神科医との生きる約束」（2008年8月3日）
  - シリーズ平成#2468「さらば "東京都湯沢町"平成バブルを抜けると」（2019年3月31日）
  - 「祖父の絵手紙 戦地で生きた400通」（2021年10月10日、制作：福岡放送）
- news every.（日本テレビ）
- 熱中スタジアム（NHK BSプレミアム）
- Movin'you. HONDA（J SPORTS）
- 野生の王国アワー 絶滅危惧種の真実（アニマルプラネット）
- 絆 -再びの空へ-Blue Impulse（ドキュメンタリー映画、語り）
- 食材探検 おかわり！にっぽん（NHK BSプレミアム）
- Dr.らく朝 笑いの診察室（BS日テレ）
- しまった!〜情報活用スキルアップ〜（NHK Eテレ）
- 地球を揺るがす北極圏〜永久凍土の異変に迫る〜（2023年3月12日、NHK BS1）
- どこでも太陽電池研究室（2024年4月20日、NHK BS）

### ラジオ
- セント・ギガ（月曜日の語り）
- NG騎士ラムネ&40EX2 ユラユラ銀河帝国大混戦!（アララ・ココア）
- NOW GET A LIME〜宝魔ハンターライムラジオスペシャル（1996年10月11日、TBSラジオ）
- nepia SOUND WALK → SOUND WALK（fm osaka・FM AICHI）
- ハミングバード放送局（文化放送『ノン子とのび太のアニメスクランブル』内コーナー番組）
- MTCI Future Net[65]

### （ドラマ）CD・レコード
- アリーズ シリーズ
  - アリーズ〜神話の星座宮〜 ヴォイス・ファンタジー（デメテル）
- NG騎士ラムネ&40 シリーズ（ココア）
  - NG騎士ラムネ&40 メモリアルマッチ!熱血一本勝負
  - NG騎士ラムネ&40 2 キングオブキングス熱血スペシャル
  - NG騎士ラムネ&40 3 ときめき!裏の三姉妹
  - NG騎士ラムネ&40EX2 ユラユラ銀河帝国大混戦!
- クーデルカ（エレイン・ヘイワース）
- D・N・ANGEL シリーズ（丹羽笑子）
  - D・N・ANGEL ドラマCD CUTE
  - D・N・ANGEL ドラマCD SWEET
- チャレンジ自然探検ゼミ「きく図鑑」（シード）
- VS騎士ラムネ&40炎シリーズ（ココア）
  - VS騎士ラムネ&40炎 超天然♥未来形アルバム2 『パラレル・バケーション』
  - VS騎士ラムネ&40炎 超天然♥未来形アルバム3
- 蓬萊学園（ベアトリス香沼）
- 僕は妹に恋をする（結城咲）
- 魔性の子（廉麟）
- ムーミン シリーズ
  - ムーミンのテーマ（ビクターエンタテインメント版カバーバージョン）
  - シングル
    - ムーミンのうた（品番：BX-70。「玉川砂記子」名義）
    - ムーミンのクリスマス（きよしこの夜 / ジングルベル）（品番：BX-78。「玉川さきこ、館野令子」名義）
    - おはようムーミン（品番：BX-79。「玉川さきこ」名義）
    - ぼくの名前（品番：BX-80。「玉川さきこ」名義）
    - ムーミン・マーチ（品番：BX-81。「玉川さきこ、館野令子」名義）
    - おやすみムーミン（品番：BX-82。「玉川さきこ、館野令子」名義）
    - ムーミンのひなまつり（うれしいひなまつり / ひなまつり）（品番：BX-84。「玉川さきこ」名義）
    - おかえりムーミン（品番：BX-91。「玉川さきこ、ヤングフレッシュ」名義）

  - LPレコード
    - ねえムーミン（1970年発売、品番：JB-47-S。「玉川さきこ」名義。全16曲のうち、8曲歌唱）
- ラーメン天使プリティメンマ オリジナルドラマアルバム（中華麺王パイタン）
- 今賀瞬 バーストマン、愛しのソングブック Vol.1
- 攻殻機動隊 STAND ALONE COMPLEX タチコマ追悼アルバム『BeHuman』（タチコマ）
  - 『AI戦隊タチコマンズ』
    - 〈SA・KI・KO〉として楯直己とユニット結成

  - 贈り物（1996年10月23日） 2ndアルバム
- ろくでなしBLUES CDブック（七瀬千秋）
- ドラマCD わちふぃーるど物語 ダヤンのおいしいゆめ（マーシィ・メイプル）

### その他コンテンツ
- パチンコ・CRパチクエネクスト（シアー）
- 1985年前後に、NHK教育テレビジョンの『ロシア語講座』に、佐藤政道とともに生徒役で出演（再放送の関係で複数年にわたって出演）。
- 我が人生最悪の時（劇場映画 / 1994年） - 協力
- みんなのうた
  - 誕生日のチャチャチャ
  - マヌエロ
- こどもにんぎょう劇場「すてられたせんたくばさみ」
- 2007年2月12日 横浜アリーナで開催された水樹奈々のコンサート『LIVE MUSEUM MC-4』にて、水樹の母親が水樹に宛てた手紙を代読する役を務めた。玉川と水樹は同じシグマ・セブン所属である。
- 東京国立博物館「北京故宮博物院200選」音声ガイド（女官）
- 藤子・F・不二雄ミュージアム音声ガイド（おはなしデンワ）
- コロンビア白熱教室（シーナ・アイエンガー教授）
- 東京国立博物館 特別展「古代ギリシャ -時空を超えた旅-」（2016年） - 音声ガイド（声の出演）[66]
- 美の巨人たち（ボイスオーバー）

## ディスコグラフィ

### シングル
| 発売日       | A面              | B面                        | 規格品番   |
| ------------ | ---------------- | -------------------------- | ---------- |
| 1970年6月5日 | タバトボチ       | 私がおとなになったとき     | KV-1       |
| 1972年       | 愛のアンジェラス | 人は皆んな友達になれるのに | LL-10192-J |

### アルバム
| 枚  | 発売日        | タイトル                 | 規格品番   |
| --- | ------------- | ------------------------ | ---------- |
| 1st | 1993年1月21日 | さよならの忘れもの       | CRCP-15002 |
| 2nd | 1993年9月21日 | 蒼の風景                 | CRCP-20072 |
| 3rd | 1994年9月21日 | あなたがここにいてほしい | ALCA-5009  |

## 受賞歴
1970年、第12回日本レコード大賞童謡賞受賞『ムーミンのテーマ』（受賞当時8歳で小学3年生）